# Екатерина де Бурбон (герцогиня Гелдерна)
Екатерина де Бурбон (1440 — 21 мая 1469) — герцогиня Гелдерна в 1465—1469 годах, супруга Адольфа Эгмонта, герцога Гелдерна. Дочь Карла I де Бурбона и Агнессы Бургундской.
28 декабря 1463 года Екатерина де Бурбон вышла замуж за Адольфа Эгмонта (1438—1477), который в 1465 году унаследовал от своего отца  титул герцога Гелдерна. Дети:
- Карл (1467—1538), герцог Гелдерна
- Филиппа (1467—1547), с 1485 замужем за герцогом Рене II Лотарингским (1451—1508)

Екатерина умерла в 1469 году в возрасте около двадцати девяти лет и была похоронена в Неймегене.